# Česká Skalice
Česká Skalice (niem. Böhmisch Skalitz) − miasto w Czechach, w kraju hradeckim. Położone nad rzeką Upą, a najwyższym jego punktem jest Vinice (340,2 m n.p.m.). Częścią miasta są Ratibořice.

## Nazwa
Nazwa Skalice jest w języku czeskim rzeczownikiem rodzaju żeńskiego, a nie liczbą mnogą. Odmienia się według wzoru miękkiego: Skalici w celowniku, bierniku, narzędniku i miejscowniku), stąd polska nazwa to Skalica (dopełniacz Skalicy, nie Skalic).

## Demografia
| Rok             | 1970  | 1980  | 1991  | 2001  | 2002  | 2003  | 2004  | 2005  | 2006  | 2007  |
| --------------- | ----- | ----- | ----- | ----- | ----- | ----- | ----- | ----- | ----- | ----- |
| Liczba ludności | 4 497 | 5 039 | 5 594 | 5 372 | 5 404 | 5 402 | 5 447 | 5 429 | 5 406 | 5 417 |

Źródło: Czeski Urząd Statystyczny

## Historia
Od dawna istniały na brzegu rzeki Úpy dwie miejscowości, na lewym Velká Skalice (pierwszy raz wspomniana w 1238 r.) i na prawym Malá Skalice (pierwszy raz wspomniana w 1324 r. jako Skalička) z kościołem i plebanią. Ich wspólna historia zaczyna się dopiero po połączeniu obu miejscowości w 1942 r.
W Malej Skalicy na niewielkim wzniesieniu w pobliżu rzeki stała twierdza (gród), z której niemal nic nie pozostało, brak też źródeł pisanych o jej wczesnej historii.
Właścicielem twierdzy wielkoskalickiej był w 1336 r. Hynek Hlaváč ze Skalice (ur. 1316, zm. 1358) i w 1366 r. Vaněk ze Žumberka i z  Boskovic. Jego bracia Tas i Oldřich z Boskovic oraz małżonka Małgorzata ze Šternberka 21 kwietnia 1388 nadali miejscowemu proboszczowi część wsi Zlíč dla zbawienia swoich dusz. Jeszcze w 1393 r. właścicielami byli Oldřich i Małgorzata. Potem twierdzę sprzedali Jetřichowi z Janovic, który ją przyłączył do majątku Náchod.
6 stycznia 1424 r. niedaleko twierdzy (koło Dubna) Jan Žižka z Trocnova i Kalicha pokonał czeskich panów katolickich Jana Městeckiego, Půtę z Častolovic i Arnošta z Černčic. Następnie majątek Náchod opanował Jan Kolda ze Žampachu. W 1441 r. napadli na Czechy Ślązacy i spalili Skalicę z okolicą. 9 lat później pospolite ruszenie kraju hradeckiego twierdzę odbiło.
W Malej Skalicy w 1324 r. żył Budimír ze Skalice. Syn jego Jaroš sprzedał wieś Ludvíkov (Ludwigsdorf) opatowi krzeszowskiemu. W tych czasach żył także Nacek ze Skalice (zm. 1360). Jego synowie Nacek młodszy i Vilém także sprzedali części swego majątku opactwu w Krzeszowie.
Od rodziny tej kupił Malą Skalicę Střížek z Ostřešan, właściciel majątku w latach 1364-67. Następnie właścicielami miejscowości byli Hašek z Lužan, Střížek z Koloděj (1417), Mikuláš i Jetřich Kolodziejowie ze Skalice, Jan z Koloděj i syn jego Jiří. Jako ostatní z rodu zapisał majątek swój małżonce Jitce z Chotče i Mikulaszowi Otmarowi z Holohlav (zm. około 1559), a następnie synowie Jiřík Koloděj, Jan Držka, Prokop Střížek i Petr Skála.
W 1573 r. twierdza została sprzedana Jaroslavowi ze Smiřic i Jadwidze z Hazmburka, opiekunom dzieci zmarłego Albrechta ze Smiřic i Náchoda. Data zniszczenia twierdzy wieloskalickiej nie jest dokładnie znana.
W 1545 r. Velká Skalice (później Skalice nad Úpou) stała się miasteczkiem, od 1575 r. była miastem (prawa miejskie nadała Hedvika Smiřická ze Smiřic, wnuczka króla Jerzego z Podiebradów) i w wieku XVII znów miasteczkiem (miastem aż z 1859 r.).
W 1639 r. miasto zostało zniszczone przez Szwedów.
28 czerwca 1866 r., 6 dni przed decydującą bitwą pod Sadową pod miastem doszło do bitwy austriacko-pruskiej, w której poległo około 7000 żołnierzy.
Wiek XIX jest dla miasta okresem rozwoju przemysłu włókienniczego, który w ograniczonym zakresie trwa do dzisiaj.
W latach 1876–1949 miasto powiatowe, które w 1942 r. zjednoczyło się z Malą Skalicą jako jedno miasto Česká Skalice.

## Zabytki
- neogotycki Stary Ratusz na Placu Jana Husa z 1864 r. (na miejscu starego z 1586 r.)
- dawna gospoda Steidlera zw. “U bílého lva” z 1824 r. (Božena Němcová tutaj tańczyła. W 1961 r. został zrekonstruowany i umieszczono w nim Muzeum Boženy Němcovéj).
- stara szkoła (do której uczęszczała w latach 1824-29 Božena Němcová)
- kościół Wniebowzięcia Panny Marii (pierwotnie gotycki z wieku XIV, wieża przybudowana w 1715 r., w 1725 r. przebudowany w stylu barokowym; 12 września 1837 r. miejsce ślubu Barunki Panklowej i Josefa Němeca)
- barokowa "kaplanka" z 1731 r. (dom dla księży na emeryturze)
- słup wotywny z figurą Marii Panny (około 1700 r.)
- pomnik Boženy Němcovej (1888)
- rezerwat Dubno (86,18 ha; ogłoszony w 1956 r.; ponad 200-letnie dęby, znajduje się tutaj 70 gatunków mięczaków - 1/3 występujących w Czechach)
- sztuczny zbiornik Rozkoš (z 1972 r., 1001 ha)
- zrekonstruowane umocnienia zamku w Malej Skalicy przy muzeum Boženy Němcovej
- liczne kapliczki z XVIII i XIX wieku

## Przemysł
Česká Skalice ma długą tradycję przemysłu włókienniczego, jednak gospodarka wolnorynkowa oraz zalew tanich towarów z Chin zmusiły miejscowe zakłady do zakończenia lub ograniczenia produkcji (Mileta, Tiba, Platex).
Przemysł spożywczy reprezentują przede wszystkim zakład mięsny Skaličan i piekarnia PEKO, która piecze według starych receptur.
Przemysł elektromaszynowy reprezentuje produkcja, sprzedaż i remont maszyn dla rolników i działkowiczów oraz kolejnych usług z tym związanych (AGRO CS, Farmet).

## Rolnictwo
Okolica miasta jest ważnym rejonem sadowniczym, który zaczyna się za wsią Dolany i kończy na granicach miasta. Dominują w nim jabłonie, grusze, wiśnie, czereśnie w miejscowości Zájezd oraz wsi Velký Třebešov także truskawki.
Gospodarstwa polne uprawiają przede wszystkim kukurydzę, pszenicę i buraka cukrowego. W ostatnim czasie jednak z powodu stosowania biopaliw wszystkie te uprawy są zastępowane przez rzepak oleisty.
Samo miasto jest znane jako ośrodek uprawy kwiatów, przede wszystkim dalii (wrzesień - Jiřinkové slavnosti czyli Święto dalii).

## Transport
Česká Skalice jest położona przy trasie E67, głównej arterii drogowej z Czech Wschodnich do Polski. Przez miasto przebiega linia kolejowa nr 032 z Hradca Králové do Trutnova. Działają także autobusy firm CDS Náchod, Orlobus, Connex. Bez przesiadki można dojechać na przykład do Náchodu, Červenego Kostelca, Jaroměřa, Hradca Králové, Pragi i Pardubic.

## Miasta partnerskie
- Bardo, Polska
- Polanica-Zdrój, Polska
- Warrington, Wielka Brytania
- Liptovský Hrádok, Słowacja